# Darren Jensen
Darren Aksel Jensen (* 27. Mai 1960 in Creston, British Columbia) ist ein ehemaliger kanadischer Eishockeytorwart, der 1985 und 1986 für die Philadelphia Flyers in der National Hockey League spielte. 

## Karriere
Im Team der University of North Dakota hatte er eine hervorragende Juniorenkarriere. Beim NHL Entry Draft 1980 wählten ihn die Hartford Whalers in der fünften Runde als 92. aus.
Seine erste Station im Profibereich waren die Fort Wayne Komets in der IHL. Hier überzeugte er mit sehr starken Leistungen. Nachdem er sich mit den Whalers nicht auf einen Vertrag einigen konnte, unterschrieb er als Free Agent bei den Philadelphia Flyers. In der Saison 1984/85 kam er nur zu einem Einsatz und spielte meist für die Hershey Bears in der AHL.
Durch den tragischen Tod von Pelle Lindbergh und einer Verletzung von Bob Froese rückte er ins Tor der Flyers. Bei seinen 29 Einsätzen gingen die Flyers 15 Mal als Sieger vom Eis. In zwei Spielen blieb er ohne Gegentor. Trotz guter Leistungen verpflichteten die Flyers Glenn Resch und schickten ihn Jensen nach Hershey zurück. Da bei den Flyers mit Ron Hextall ein junger, starker Torwart ins Rampenlicht rückte, gab man Jensen keine weitere Chance. Im Sommer 1987 wurde er an die Vancouver Canucks abgegeben, für die er aber nie zum Einsatz kam.

## Sportliche Erfolge
- NCAA Champion: 1980 und 1982

### Persönliche Auszeichnungen
- NCAA Championship All-Tournament Team: 1982
- IHL First All-Star Team: 1984
- James Norris Memorial Trophy: 1984
- Garry F. Longman Memorial Trophy: 1984
- James Gatschene Memorial Trophy: 1984
- William M. Jennings Trophy: 1986 (gemeinsam mit Bob Froese)